# Eggo

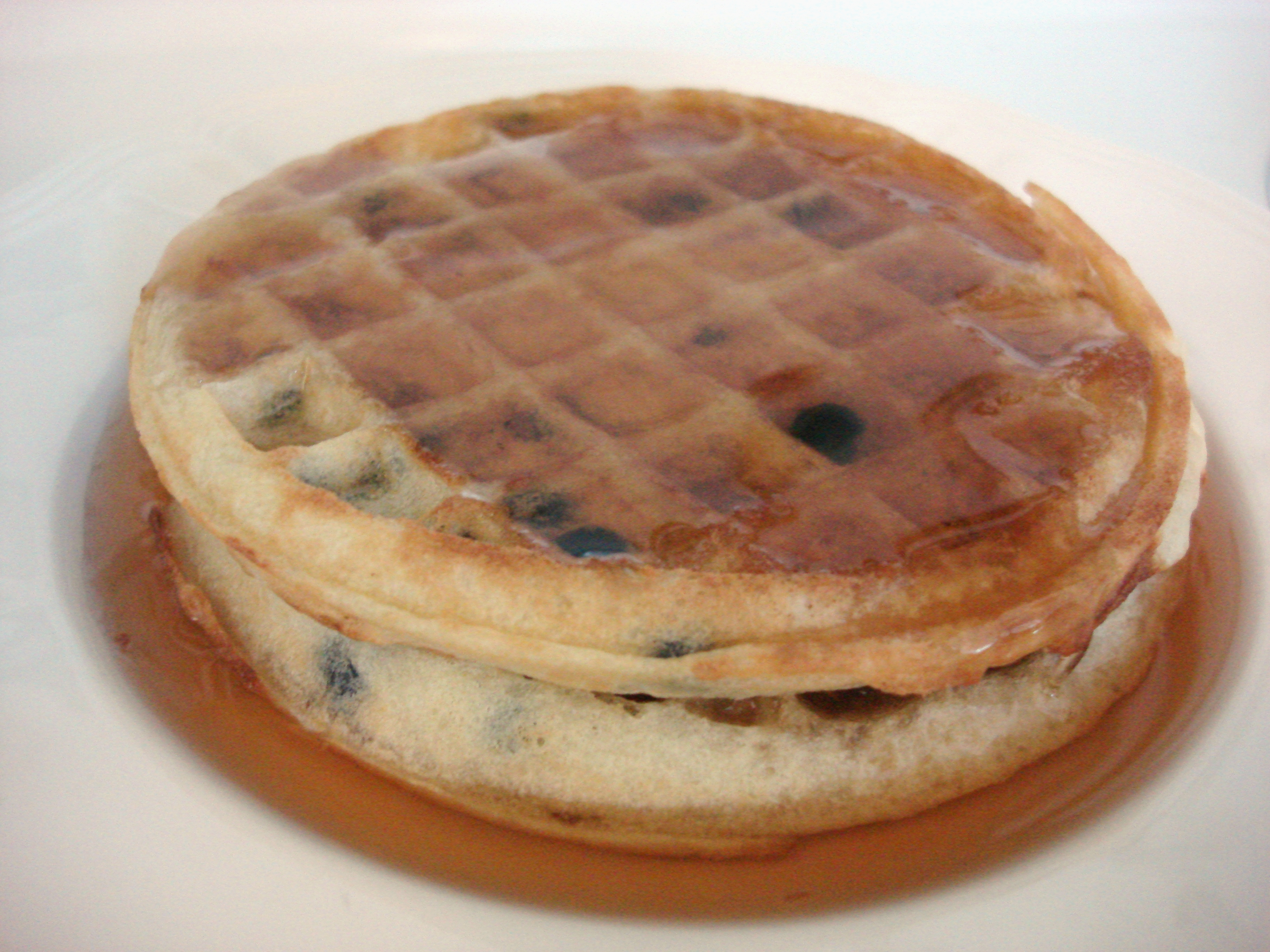
Unos waffles con sirope de arce.

Eggo es una marca de gofres congelados que se distribuye en los Estados Unidos, Canadá y México. Este producto se distribuye gracias a la Kellogg Company. Se dispone de diversas variedades que incluyen las originales, arándanos (blueberry) o chips de chocolate. A mediados de junio del año 2009, Eggo tuvo en propiedad un 73% de las acciones de las frozen waffle en Estados Unidos. Los Eggo Waffles pueden ser tostados fácilmente en una tostadora, así como en un horno convencional.

## Historia
Los Eggo waffles fueron inventados en los años treinta en San José, California por tres hermanos, Tony, Sam, and Frank Dorsa. En el año 1953, los hermanos Dorsa introdujeron el Eggo frozen waffles a los supermercados en los Estados Unidos.  Archivado el 1 de julio de 2010 en Wayback Machine. Los frozen waffles no requieren de una gofrera (waffle iron) para ser preparados. Los eggo waffles toman su nombre de un huevo batido ("eggy"). Cuando los hermanos Dorsas lo introdujeron en el mercado estadounidense lo denominaron: "Froffles" un acrónimo de frozen waffles. Sin embargo los consumidores comenzaron a referirse a los eggos debido a su sabor a huevo ("eggy"). El nombre cautivó a los hermanos y lo empezaron a emplear en sus operaciones. En el año 1955 los hermanos Dorsa cambiaron su nombre a "Eggo."